# یو اوه-سونگ
یو اوه-سانگ (انگلیسی: Yu Oh-seong؛ زادهٔ ۱۱ سپتامبر ۱۹۶۶) بازیگر سینما، بازیگر، و بازیگر تلویزیون اهل کره جنوبی است.